# Manuel Rico Rego
Manuel Rico Rego (27 de octubre de 1952, Madrid) es un poeta, narrador y crítico literario español.

## Biografía
Nacido en Madrid el 27 de octubre de 1952. Empleado de banca desde los 17 años, combinó durante años ese trabajo con la literatura, con los estudios universitarios y con su militancia clandestina en el Partido Comunista de España, partido al que se afilió en 1972. Realizó en la Universidad Complutense de Madrid sus estudios de periodismo, de los que se licenció en 1982. Fue diputado constituyente en la i legislatura de la Asamblea de Madrid. Se incorporó en 1995 al Partido Socialista y siempre ha estado comprometido con las causas progresistas. 

## Trayectoria literaria
Su labor literaria se inicia a principios de los años ochenta, participando del proceso rehumanizador que se produjo en la poesía española tras las corrientes culturalistas protagonizadas por la llamada “generación del 68”. En esa década publica sus dos primeros libros de poemas, Poco importa romper con las alondras (1980) y El vuelo liberado (1986), y su primera novela, Mar de octubre (1989) e inicia su colaboración en diversas revistas literarias.
En 1990 obtuvo, con su tercer libro de  poemas, Papeles inciertos (1991), el premio Ciudad de Irún. En esos años colabora en los diarios El Mundo, El Independiente y El Sol con artículos sobre cultura y con crítica de ensayo y narrativa extranjera. Su segunda novela, Los filos de la noche (1990), fue finalista del I premio de novela Feria del Libro de Madrid. 
En 1992 volvió a publicar poesía. De ese año data El muro transparente. Después, aparecieron Quebrada luz (1996), La densidad de los espejos  (Premio Hispanoamericano Juan Ramón Jiménez de 1997), Donde nunca hubo ángeles (2003), y De viejas estaciones invernales  (2006). Una amplia selección de su obra poética se recoge en la antología Monólogo del entreacto. 100 poemas (2007). Su libro Fugitiva ciudad ha obtenido el Premio Internacional Miguel Hernández de Poesía 2012. En 2015 publica el poemario Los días extraños y la antología en edición bilingüe portugués-castellano Lugares propicios.
En paralelo publicó, entre otras, las novelas  El lento adiós de los tranvías (1992), Una mirada oblicua (1995), La mujer muerta (2000), Los días de Eisenhower (2002), Trenes en la niebla (Espasa, 2005), Verano (Alianza, 2008), galardonada con el premio Ramón Gómez de la Serna 2009 y Un extraño viajero (Algaida, 2016), premio Logroño de Novela 2015. Como ensayista, ha publicado un estudio sobre la poesía de Manuel Vázquez Montalbán titulado  Memoria, deseo y compasión (Mondadori, 2001) y ha realizado varias ediciones críticas de libros de  poetas contemporáneos. Es autor del libro de viajes Por la sierra del agua (Gadir, 2007) y Letras viajeras (Gadir, 2016).
Codirigió el programa de Europa FM Libromanía, que obtuvo, en 1997, el Premio Nacional de Fomento a la Lectura. Desde mayo de 2015 preside la Asociación Colegial de Escritores (ACE). 
Colabora en distintas revistas literarias (Ínsula, Cuadernos Hispanoamericanos, Letra Internacional, Leer, Mercurio), ha participado, como conferenciante y como creador, en cursos de verano y otras actividades de distintas instituciones universitarias, desde la Universidad Complutense de Madrid hasta la Universidad Internacional Menéndez Pelayo de Santander. Desde 1996 ejerce la crítica de poesía en el diario El País.
Dirige, desde 1998, la colección de poesía de Bartleby Editores.

## Premios y distinciones
- Premio Ciudad de Irún 1990 de poesía en castellano con su libro Papeles inciertos (Kutxa, San Sebastián, 1991)
- Premio Esquío 1996 de poesía en castellano, con Quebrada luz (Colección Esquío. Ferrol, 1997).
- Premio Hispanoamericano de Poesía Juan Ramón Jiménez, con La densidad de los espejos  (Colección JRJ. Huelva, 1997).
- Premio Andalucía de Novela 2002, por Los días de Eisenhower (2002).
- Premio Ramón Gómez de la Serna-Villa de Madrid de narrativa 2009, por Verano  (2008)
- Premio Internacional de Poesía Miguel Hernández 2012, por Fugitiva ciudad (2012)
- Premio Logroño de Novela 2015 por Un extraño viajero (2016)

## Obra publicada

### Poesía
- Poco importa romper con las alondras. Endymion. Madrid, 1980.
- El vuelo liberado. Endymion. Madrid, 1986.
- Papeles inciertos. Kutxa. San Sebastián, 1991
- El muro transparente. Libertarias. Madrid, 1992.
- Quebrada luz. Esquío. Ferrol, 1997.
- La densidad de los espejos. Col. JRJ. Huelva, 1997.
- Donde nunca hubo ángeles. Visor. Madrid, 2003
- De viejas estaciones invernales. Igitur. Tarragona, 2006
- Monólogo del entreacto. Cien poemas. 1982-2007. Antología. Hiperión, 2007.
- Versiones del invierno. Antología. Cajasur. Córdoba, 2007.
- Fugitiva ciudad. Hiperion. Madrid, 2012
- Los días extraños. Valparaíso. Granada, 2015.

### Narrativa
- Mar de octubre. Fundamentos. Madrid, 1989
- Los filos de la noche. Fundamentos. Madrid, 1990.
- El lento adiós de los tranvías. Mondadori. Madrid, 1992.
- Una mirada oblicua. Planeta. Barcelona, 1995.
- La mujer muerta. Espasa Calpe, Madrid, 2000. (Nueva edición revisada en Rey Lear. Madrid, 2010).
- Los días de Eisenhower. Alfaguara. Madrid, 2002.
- Trenes en la niebla. Espasa Calpe. Madrid, 2005.
- Por la sierra del agua (libro de viajes). Gadir. Madrid, 2007.
- Verano. Alianza Editorial. Madrid, 2008.
- Espejo y tinta (dos novelas cortas). Bruguera. Barcelona, 2008.
- Un extraño viajero. Algaida. Sevilla, 2016.

### Ensayo
- Diego Jesús Jiménez: capacidad visionaria y meditativa del lenguaje. Pliegos de la correría. Cuenca, 1996.
- Memoria, deseo y compasión (Una aproximación a la poesía de Manuel Vázquez Montalbán). Mondadori. Barcelona, 2001.
- Letras viajeras. Gadir. Madrid, 2016.

### Ediciones críticas y trabajos sobre otros autores
- Praga / Una educación sentimental. Manuel Vázquez Montalbán. Col. Letras Hispánicas. Cátedra. Madrid, 2001.
- Blanco Spirituals / Las rubayátas de Horacio Martín. Félix Grande. Col. Letras Hispánicas. Cátedra. Madrid, 1998.
- Estudio preliminar a Iluminación de los sentidos. Antología. Diego Jesús Jiménez. Hiperion. Madrid, 2000.
- Introducción a Cuentos de las dos orillas, de Ana María Navales. Zaragoza, 1999.
- Estudio preliminar a Poesía completa, volumen I, de Javier Egea. Bartleby. Madrid, 2011.